# Danzig II: Lucifuge
Danzig II: Lucifuge è il secondo album in studio dei Danzig uscito il 26 giugno 1990 per la Def American.

## Tracce
1. Long Way Back from Hell
2. Snakes of Christ
3. Killer Wolf
4. Tired of Being Alive
5. I'm the One
6. Her Black Wings
7. Devil's Plaything
8. 777
9. Blood and Tears
10. Girl
11. Pain in the World

## Formazione
- Glenn Danzig - voce
- Eerie Von - basso
- John Christ - chitarra
- Chuck Biscuits - batteria